# 蒙焦耶山

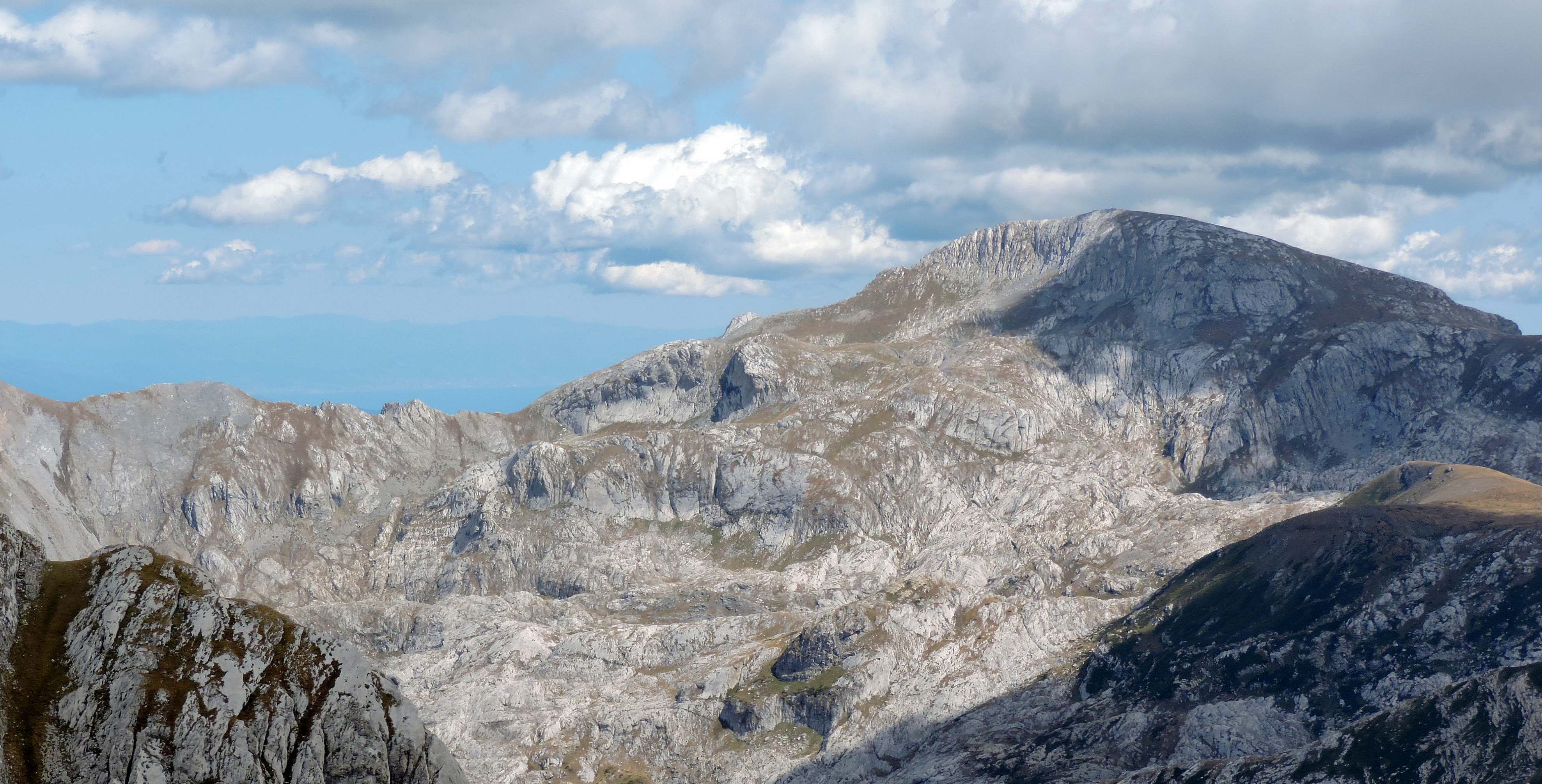

44°10′27″N 7°47′07″E / 44.1741286°N 7.7852760°E
蒙焦耶山（義大利語：Monte Mongioie），是意大利的山峰，位於該國西北部，由皮埃蒙特大區負責管轄，屬於利古里亞阿爾卑斯山脈的一部分，海拔高度2,631米，每年平均降雨量1,460毫米。